# Prefazio

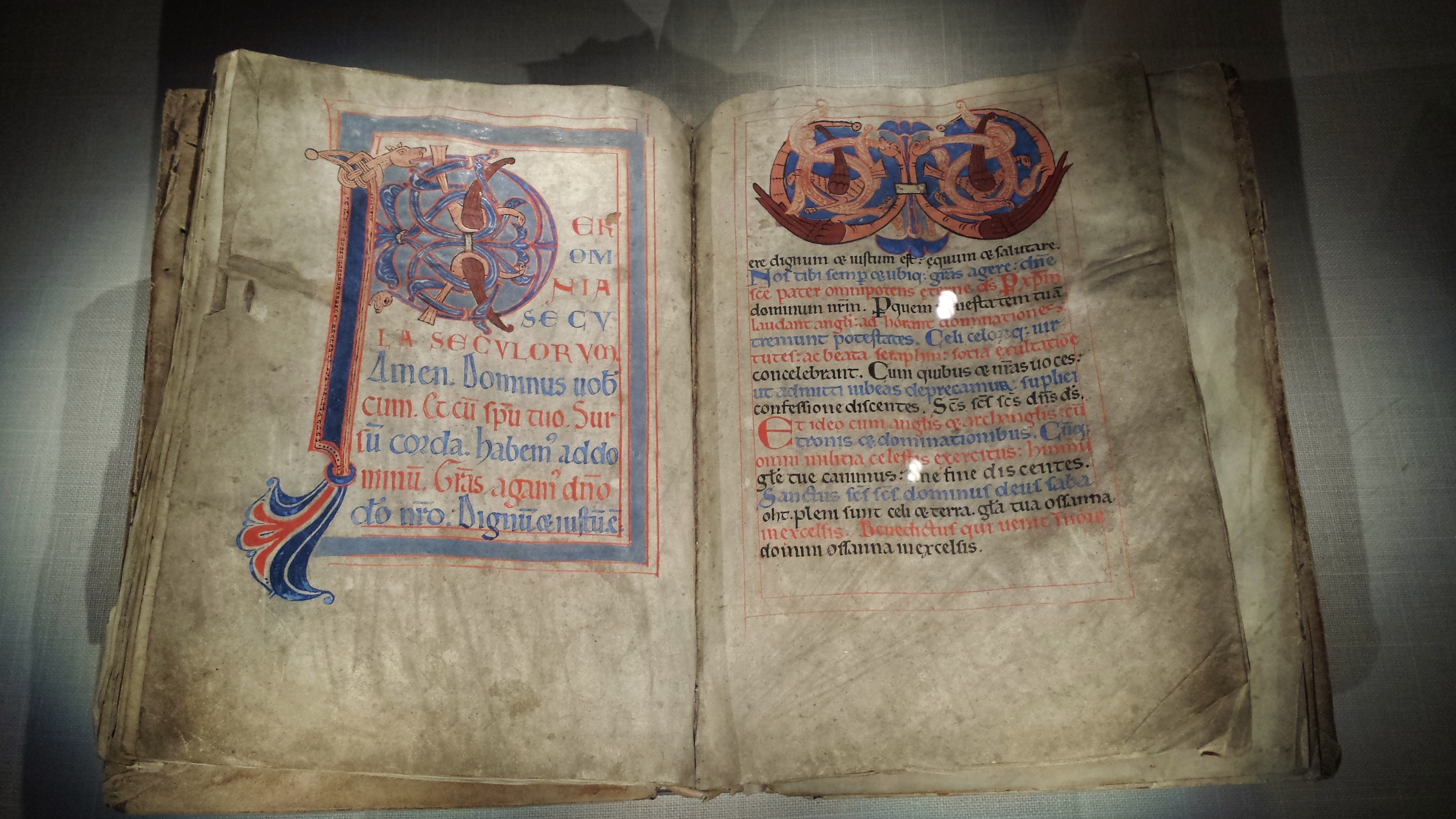
Acclamazione e prefazio nel Missale Scarense (XII secolo)

Il Prefazio è la prima parte della preghiera eucaristica della Messa cattolica.

## Caratteristiche
È una preghiera in stile solenne, che il sacerdote che presiede l'Eucaristia recita o canta da solo.
È costituita da tre parti:
- Protocollo: parte iniziale, relativamente variabile, che ha lo scopo di asserire che a Dio Padre, per mezzo di Gesù Cristo, spetta il ringraziamento di tutta la Chiesa;
- Embolismo: parte centrale, totalmente variabile, che ha lo scopo di spiegare il motivo per cui a Dio si deve la gloria ed il ringraziamento di tutta la Chiesa;
- Escatocollo (o esocollo): parte finale, totalmente standardizzata, che ha lo scopo di introdurre il Santo.

È una preghiera di carattere dossologico, ovvero è un rendimento di grazie a Dio per le meraviglie che ha operato e continua ad operare nella Storia della salvezza. Si conclude con il canto di lode del Santo.

## Nel rito latino
Il rito latino ha molti prefazi, che si adattano al carattere del tempo liturgico o alle celebrazioni del santorale. Prima della riforma liturgica si anteponevano all'unica preghiera eucaristica, l'attuale prece eucaristica prima detta anche Canone Romano. Nell'edizione del Messale Romano posteriore al Concilio Vaticano II le preghiere eucaristiche sono quattro, più altre varie in appendice (aggiunte nel messale italiano nella seconda edizione). Alcune di esse hanno un prefazio proprio, in linea con il tema della preghiera eucaristica.
È significativo il caso della seconda preghiera eucaristica, che è un antico testo romano del II secolo, originariamente senza Sanctus, e che è stata adattata alla struttura attuale facendo alcune piccole variazioni e introducendo appunto il Santo prima della consacrazione.